# Love (Arashi)
Love (LOVE) è il dodicesimo album in studio del gruppo musicale giapponese Arashi, pubblicato nel 2013.

## Tracce
1. Ai wo Utaou (愛を歌おう) – 4:08
2. Sayonara no Ato de (サヨナラのあとで) – 4:04
3. CONFUSION – 3:21
4. Hit the floor (Satoshi Ohno solo) – 4:54
5. P･A･R･A･D･O･X – 3:21
6. sugar and salt (Sho Sakurai solo) – 4:32
7. Breathless – 5:00
8. 20825-Nichi-me no Kyoku (20825日目の曲, Kazunari Ninomiya solo) – 4:19
9. Rock Tonight – 4:17
10. Endless Game – 4:00
11. Calling – 4:01
12. Yozora e no Tegami (夜空への手紙, Masaki Aiba solo) – 4:48
13. Dance in the dark (Jun Matsumoto solo) – 3:49
14. Starlight kiss – 4:00
15. FUNKY – 4:03
16. Tears – 4:35